# Komora soudních znalců ČR
Komora soudních znalců České republiky, zkráceně Komora soudních znalců ČR, KSZ ČR nebo jen KSZ, je profesní sdružení, které sdružuje soudní znalce jmenované na základě zákona o znalcích a tlumočnících. 

## Cíl
Cílem občanského sdružení je obhajovat a prosazovat zájmy znalců u státních orgánů, a podílet se na projednávání návrhů právních předpisů, týkajících se znalecké činnosti. Dále formulovat a prosazovat etické a morální zásady znalecké činnosti. Komora soudní znalců ČR je jediným profesním seskupením znalců, zastupujícím Českou republiku v evropské instituci Euroexpert.

## Podmínky členství
Členem Komory soudních znalců ČR se může stát každý znalec, jmenovaný krajským soudem, nebo Ministerstvem spravedlnosti ČR. Znalec může být členem jedné, či více sekcí podle vlastního výběru, a na základě dohody s předsedou příslušné sekce. Členství je formálně založeno vyplněním přihlášky, přičemž je podmíněno uhrazením jednorázového zápisného a členským příspěvkem na běžný rok. Členský příspěvek se skládá z částky, která byla stanovena sněmem KSZ ČR (tu poukazuje sekce na účet komory), a členského příspěvku konkrétní sekci, jehož výše je stanovena valnou hromadou sekce.

## Časopis Znalec
Časopis Znalec je interní zpravodaj, vydávaný pro členy sdružení. Obsahuje informace o činnosti, články a právní informace. 